# Dactylispa brachyacantha
Dactylispa brachyacantha es una especie de insecto coleóptero de la familia Chrysomelidae.
Fue descrita científicamente en 1909 por Gestro.